# Oak Park (Indiana)
Oak Park é uma Região censo-designada localizada no estado americano de Indiana, no Condado de Clark.

## Demografia
Segundo o censo americano de 2000, a sua população era de 5379 habitantes.

## Geografia
De acordo com o United States Census Bureau tem uma área de
5,8 km², dos quais 5,8 km² cobertos por terra e 0,0 km² cobertos por água.

## Localidades na vizinhança
O diagrama seguinte representa as localidades num raio de 4 km ao redor de Oak Park.